# Jupiler
Jupiler — бельгійська торговельна марка пива, провідний сорт якого — однойменне пиво низового бродіння, світлий лагер, що виготовляється з 1966 року.
Належить найбільшому у світі виробнику пива корпорації Anheuser-Busch InBev. Титульний спонсор провідної футбольної ліги Бельгії, а також другої за ієрархією футбольної ліги Нідерландів.
За даними виробника Juliper є найпопулярнішим пивом на внутрішньому ринку Бельгії.

## Історія

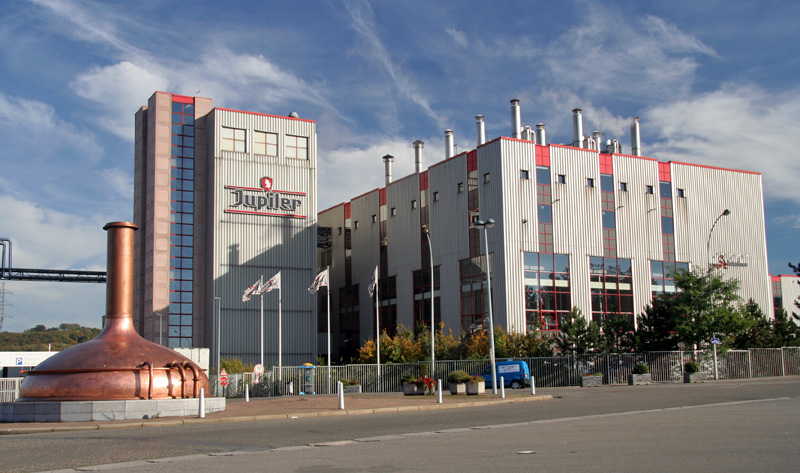
Сучасна будівля броварні Piedboeuf у Льєжі.

Історія пива Jupiler почалася 1966 року, коли броварня Piedboeuf, розташована у бельгійському Льєжі, випустила на ринок пиво «Jupiler 5». Пиво було назване на честь місцевості Жупіле-сюр-Мез (фр. Jupille-sur-Meuse), в якій і розташована броварня. Цифра «5» у назві вказувала на вміст алкоголю у напої, а також відповідала кількості інгредієнтів, використаних для його виробництва (вода, хміль, солод, дріжджі, кукурудза). Згодом ця цифра зникла з назви, а пиво Jupiler поступово стало провідним брендом льєзької броварні.
1987 року броварня Piedboeuf стала співзасновником найбільшої бельгійської пивоварної корпорації Interbrew, яка у свою чергу 2004 року об'єднала активи з лідером пивного ринку Південної Америки компанією AmBev, утворивши одного з провідних виробників пива у світі InBev. Нарешті 2008 року відбулося злиття InBev з компанією Anheuser-Busch, у результаті якого утворився найбільший світовий виробник пива Anheuser-Busch InBev. Наразі за класифікацією цього пивоварного гіганта, до портфелю брендів якого входять понад 100 торговельних марок, бренд Jupiler відноситься до категорії «провідних локальних брендів» (англ. Local champions).

## Маркетинг

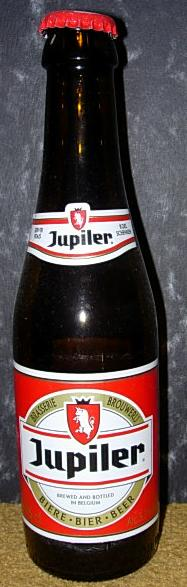
Пляшка пива Jupiler

Географічно просування торговельної марки Jupiler зосереджене насамперед на регіоні Бенілюксу, де вона утримує провідні позиції, займаючи, зокрема, перше місце за популярністю на території Бельгії. Стратегія просування торговельної марки базується на позиціонуванні пива Jupiler як напою справжніх чоловіків. Основне рекламне гасло торговельної марки: «Чоловіки знають чому» (фр. "Les hommes savent pourquoi").
В рамках цієї маркетингової стратегії торговельна марка надає спонсорську підтримку футбольним подіям у регіоні. Комерційну назву Ліга Жупіле (Jupiler League) мають провідна футбольна ліга Бельгії, а також другий за ієрархією футбольний дивізіон Нідерландів. Також торговельна марка виступає спонсором національної збірної Бельгії з футболу. При рекламуванні торговельної марки під час спортивних подій її рекламне гасло дещо змінюється і звучить як «Вболівальники знають чому» (фр. "Les supporters savent pourquoi").

## Різновиди
Провідним сортом бренду Jupiler є світлий лагер, відомий як Jupiler Classique або просто Jupiler, з вмістом алкоголю на рівні 5,2 %. Крім нього під цією торговельною маркою виробляються інші сорти:
- Jupiler N.A. — безалкогольне світле пиво з вмістом алкоголю до 0,5 %.
- Jupiler Blue — полегшена версія оригінального пива Jupiler з вмістом алкоголю 3,3 %.
- Jupiler Tauro — міцне світле пиво з вмістом алкоголю 8,3 %.